# Volleybalclub Activia
Il Volleybalclub Activia è una società pallavolistica femminile olandese, con sede a Sint Anthonis: milita nel campionato olandese di Eredivisie.

## Storia
Fondato il 12 ottobre 1956 come RKSV Activia, nel corso degli anni sessanta cambia denominazione in Volleybalclub Activia. Nel 2016 inizia una collaborazione con il Flamingo's '56, impegnato in Eredivisie, che vede i due club unire le forze e le rispettive prime squadre di ciascun club e la seconda squadra dell'Activia giocare sotto il nome della fondazione Flamingo's Activia Stichting Topvolleybal (FAST): nel 2023 il club eredita la licenza per la massima serie dal Flamingo's '56, esordendo in Eredivisie.

## Rosa 2024-2025
| N° | Nome                  | Ruolo | Data di nascita   | Nazionalità sportiva |
| -- | --------------------- | ----- | ----------------- | -------------------- |
| 1  | Dani Jozephs          | S     | 22 dicembre 2002  | Paesi Bassi          |
| 2  | Liselotte Spoormakers | O     | 4 luglio 2001     | Paesi Bassi          |
| 3  | Kim Verkerk           | S     | 1999              | Paesi Bassi          |
| 4  | Jana Bitter           | P     | 2006              | Paesi Bassi          |
| 5  | Jule van Hout         | C     | 1998              | Paesi Bassi          |
| 6  | Carmen Aarns          | C     | 1999              | Paesi Bassi          |
| 7  | Jil Lamers            | S     | 31 maggio 2000    | Paesi Bassi          |
| 8  | Eline Peeters         | O     | 1º settembre 2001 | Paesi Bassi          |
| 9  | Isis Neeskens         | P     | 27 marzo 2002     | Paesi Bassi          |
| 10 | Loes van Hout         | C     | 1998              | Paesi Bassi          |
| 11 | Ellen Willems         | L     | 7 settembre 2000  | Paesi Bassi          |
| 12 | Serena van der Made   | S     | 19 luglio 2001    | Paesi Bassi          |
| 14 | Noortje Bouwhuis      | C     | 2 giugno 2008     | Paesi Bassi          |